# 大久保伸隆
大久保 伸隆（おおくぼ のぶたか、1974年9月24日 - ）は、日本の歌手。Something ELseの元ボーカル。東京都生まれ、千葉県流山市育ち。

## 来歴
- 高校二年の時に友人の兄が所有していたアコースティックギターの音色に魅了され、早速借りて持ち帰り毎日練習を繰り返していた。
- 1996年、Something ELseのリードヴォーカリストとしてメジャーデビュー。以後10年間に渡ってCDリリース、ライブ活動を行う。バンド活動中の2004年には本名の「大久保伸隆」名義でシングル「想（SOU）」とアルバム「響（HIBIKI）」の2枚を発表。2006年、10月22日、FINAL TOUR『LAST LIVE』を以って、Something ELse解散。
- 2007年3月20日、自身の公式ホームページ上でソロユニット『Sunnyglider#』として活動することが発表された。一時は歌をやめるのを考えるまでに思い悩んでいたが、身近な仲間からの応援の声が音楽活動を続ける後押しになったという。（シングル「あの日にずっと」付属のDVDにて発言）
- 2008年、2月9日にSunnyglider#として初となるシングル「あの日にずっと／グライダー」をLive会場で先行発売。2月16日より通信販売が開始された。（現在は購入ができない状態となっている）
- 2008年5月、ソロユニット名の改称を発表した。『Sunny-G』となり、読みは以前と同様、『サニーグライダー』である。
- 2009年1月1日、所属事務所をDIGITAL STREETに移籍し、本名の「大久保伸隆」で再始動することを発表。ソロ活動を開始して以降継続していたワンマンLiveと同名のフルアルバム「Flight Night Party」を2月20日にリリースした。
- 2009年11月11日、自身のブログで結婚したことを報告した。相手は一般女性で、非公表となっている。
- 2013年7月27日、1stから3rdアルバムをまとめたボックス・セット「progress」をオフィシャルサイト先行発売。9月18日に全国のHMV店舗で一般販売開始。その後、ネットショッピングなどでも全国展開された。

## エピソード
- 音楽に興味を持ったのは小学校5年生の頃、母親が聞いていたラジオ番組から流れてきたスティーヴィー・ワンダーの「I Just Called To Say I Love You」が最初である。美しいボーカルとメロディーに惚れ込み、即座に『これ、録音して！』と頼んだ。現在ではCDを購入して聴けるようになったが、当時は途中からしか入っていない同曲を聴いては口ずさんでいた。
- 小学生時代から空手を始め、高校でも空手部で副主将として県大会に出場するなど活躍。格闘技全般が好きで、中でもアンディ・フグを敬愛している。
- 最初に買った音楽作品はカセットテープで、聖飢魔IIの第二大教典「THE END OF THE CENTURY」であることをデーモン閣下本人の前で発言している。
- オーディオマニア、カメラに関して造詣が深い。
- 『そら』という愛犬を飼っている。
- Macを駆使してライブTシャツのグッズデザインを手掛ける。
- 直木賞作家でもある、重松清の作品が好きと公言しているが、とあるきっかけから、メールのやり取りをするなどの交流を続けている。アルバム「Flight Night Party」リリースの際には、重松清から寄せられた感想コメントがオフィシャルサイトに掲載された。

## 音楽活動
- 2007年から、年間5回のワンマンライブ『Flight Night Party』を都内近郊で開催している。以前はほぼライブが行われる毎に新曲を発表していたが、現在、新曲を披露するペースは緩やかになっている。ソロ活動の中心となる定例ライブとして、2016年9月24日には「vol.50」に到達。自らのバースデーライブと音楽活動20周年を兼ねた記念ライブにSomething ELse時代のベーシスト今井千尋がゲスト参加するサプライズ演出で話題に。2017年には楽曲「恋の速度」を共作として初披露。2018年のvol.60で再共演を果たした。
- 2021年には4th Album「Time」で今井千尋が参加した作品をリリースするなど精力的な活動が続いている。

## 愛用しているギター
- Gibson／Dove(1968)
- Gibson／J-45(1967)
- VG／03-C(1998)
- Cole Clark／FL1A　(Spruce/Q.Maple)
- Cole Clark／AN2EC

※現在ライブでの使用が確認されているもののみ掲載する。

## 作品

### 大久保伸隆名義

#### シングル
- 想[SOU]（2004年1月28日）

1. 想[SOU]
2. 初恋（村下孝蔵のカヴァー）

#### アルバム
|                     | 発売日        | タイトル             | 規格品番                           |
| ------------------- | ------------- | -------------------- | ---------------------------------- |
| 東芝EMIよりリリース | 2004年3月24日 | 響（HIBIKI）         | TOCT-25349                         |
| 1st                 | 2009年2月20日 | Flight Night Party   | LVFL-003                           |
| 2nd                 | 2011年12月9日 | Flight Night Party 2 | DGST-001                           |
| 3rd                 | 2013年9月18日 | progress             | RDV-0011〜13 1st～3rdアルバム(3CD) |
| 4th                 | 2021年5月16日 | Time                 | RDV-0033                           |

### Sunnyglider#名義

#### シングル
- あの日にずっと（2008年2月9日）
  - LIVE会場及び通信販売限定。DVDにはインタビュー映像、ライブのダイジェスト映像を収録。

1. あの日にずっと
2. グライダー